# Platyja lemur
Platyja lemur là một loài bướm đêm trong họ Noctuidae.